# Hollar

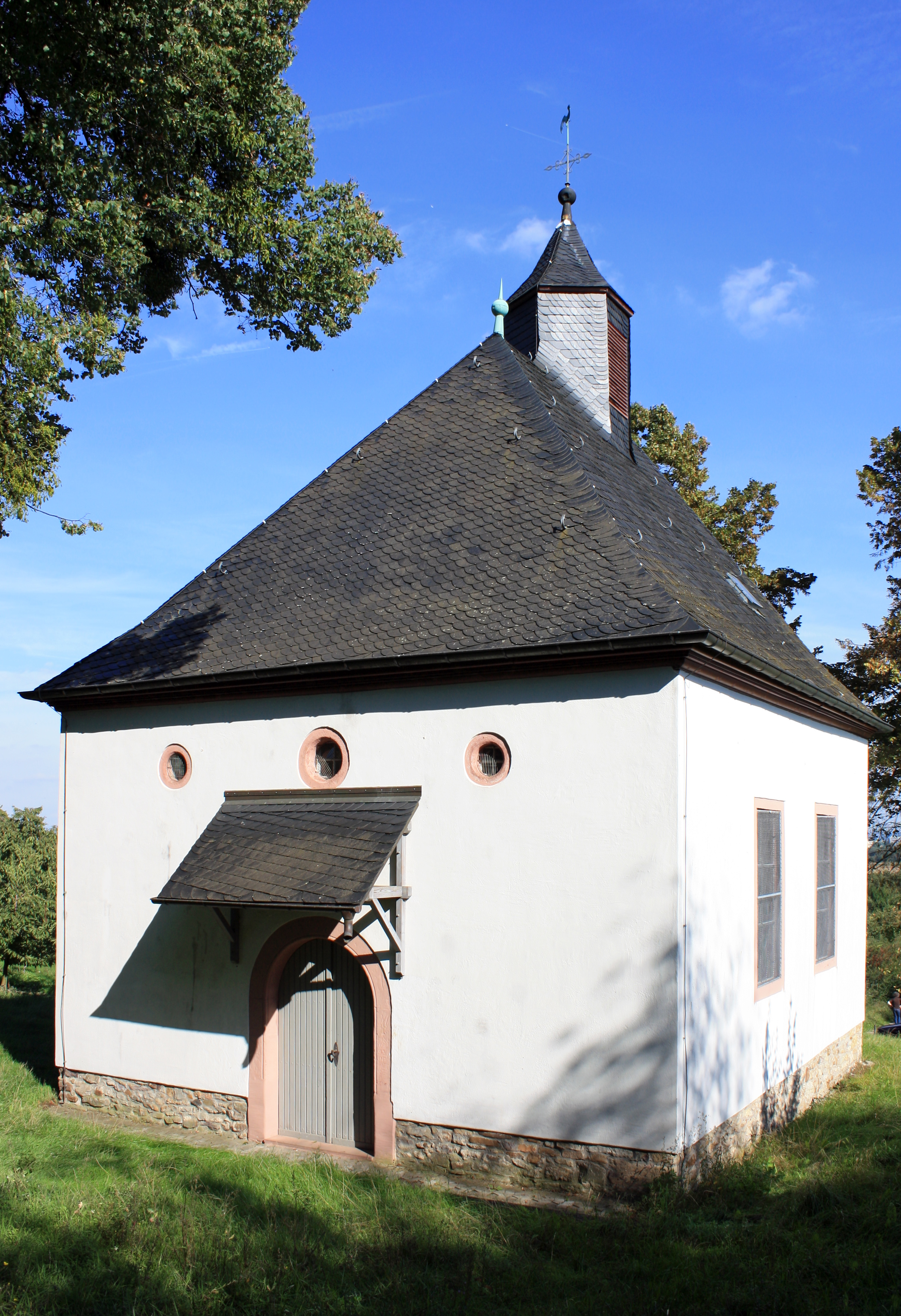
Hollarkapelle

Hollar ist eine Wüstung in Ockstadt, einem Stadtteil von Friedberg im Wetteraukreis in Hessen.
Das Dorf Hollar wurde zuerst in einer Schenkungsurkunde an das Benediktinerkloster in Lorch aus dem Jahr 817 mit Ockstadt und Rodheim erwähnt. Die immer weiter wachsende Stadt Friedberg nahm dem Ort die Einwohner, da diese alle in die Freie Reichsstadt Friedberg zogen. Nach dem Dreißigjährigen Krieg sind das Dorf und die Kirche zerfallen. Zwischen 1722 und 1726 ließ Freiherr Friedrich Gottfried von Franckenstein, der Lehensträger von Ockstadt, die heutige Kapelle auf den Grundmauern der verfallenen Kirche errichten. Die Hollarkapelle befindet sich einen Kilometer von Ockstadt (Hessen) entfernt.
Heute wird die Hollarkapelle für Hochzeiten und Taufen genutzt. Zudem findet jährlich an Christi Himmelfahrt eine Prozession von der Ockstädter St.-Jakobus-Kirche hin zur Hollarkapelle statt.